# Гуанабара
Гуанабара е залив в Югоизточна Бразилия. Край него е разположен град Рио де Жанейро.
Открит е от португалеца Гашпар де Лемош на 1 януари 1502 г. Той нарича града „Рио“ (на португалски език: река), тъй като според него това е речно устие, а не залив.